# 乳房囊腫
乳房囊腫指乳房之充满液体的囊狀病灶，病灶數目不一定，一般为具有明显边缘的圆形或椭圆形腫块，质地上，通常感觉像是柔软的葡萄或充满水的气球，但有时摸摸起來會感觉坚硬。 
乳房囊腫也可能造成疼痛而令病人擔心，但通常是良性的 。 它们最常见于30多岁至40多岁的停經前女性，通常在更年期后消失，不過如使用賀爾蒙補充治療，則可能会持续存在或重新出现。  它们在青少年也很常见。  乳房囊肿可能是纤维囊腫一部分。 在月经周期的後半或怀孕期间，疼痛和肿胀通常更为严重。 
除非疼痛或引起不适，通常不需要治疗。在大多数情况下，可以將囊肿的液体抽出以减轻不适。 囊肿是乳腺生长的结果，大小可小于豌豆，也可大到比乒乓球還大。  理學检查无法觸摸到小囊肿，但是有的大型囊肿觸摸起來像肿块。不過並不能由理學檢查確診囊腫。   

## 徵象與症状
- 平滑、容易移动的圆形或椭圆形乳房肿块，边缘明显
- 肿块区域的乳房疼痛或压痛
- 月经前肿块增大和压痛
- 月经后肿块缩小，其他徵象與症狀得到缓解
- 單純乳房囊肿並不增加罹患乳癌风险。 [4]

在自我检查或理學检查中通常不会发现乳房肿块。 但是較大的乳房囊腫可能可被觸摸得到。 
由於月经周期中经历激素变化，女性乳房常呈块状或结节状 。 但是，如有新出现的乳房肿块，則应求診。 
囊肿还可能与乳头或乳晕上的感染相混淆。乳头内乳管的局部感染可能會類似囊腫，然后可能呈現黄色和白色（充满了脓）。如有疑問則應求診。  

乳房囊腫內的液體，可能會因穿刺、乳房X光檢查時壓迫、車禍中的安全帶擠壓等等原因而流出，造成周围乳房组织的无菌性發炎。 

## 诊断
乳房肿块可由超音波、抽吸、乳房X光檢查  ；超音波可以显示囊肿內是否有固態成分（其有可能是癌前或癌症）。 细胞病理学检查从囊肿中吸出的液体也有助于诊断－－特別是如果抽出的液體呈現血樣時，必須要送細胞學檢查。 
囊肿常是在乳房X光攝影下發現的，但是病史和理學检查在建立诊断中也很重要。醫師應詳細問診，儘量詢問病人症狀、嚴重程度、時間等問題，并理學检查以检查乳房内可能存在的其他异常情况。 
如上所述，囊肿通常在触摸时无法检测到。 因此，乳房攝影可以提供乳房组织的有用資訊。篩檢用乳房攝影乃针对没有任何症状的女性，而诊断性乳房攝影乃用于出现乳房疾病症狀的病人，或篩檢有異者。 
怀疑患有乳房囊腫的病人通常會接受乳房攝影檢查，以協助醫師判斷進行乳房超音波檢查。乳房超音波检查是诊断乳房囊肿的最佳工具，準確度95％到100％，可清楚看到囊肿的外观（單純或复杂囊腫），还可以区分实體腫塊和充满液体的囊肿（乳房X光检查並无法確認）。   
乳房囊肿可能会保持稳定多年或自行消退。 大多数單純囊肿是良性的，不需要任何治疗或进一步的诊断检查。 一些复杂的囊肿可能需要进一步的诊断措施，例如细针穿刺或切片以排除乳癌，但是绝大多数仍是良性的。   抽吸可诊断與清除囊肿；一般來說囊肿在引流后会自行消退。如果肿块不是單純囊肿，则抽出的液体可能含有血液，或根本抽不出液体。前者應將液体送往实验室进一步检查，而后者则表明乳房肿块是固体，應考慮對腫瘤进行切片 。   

## 治疗
除非囊肿較大且疼痛，或有其他不适，否则不需要治疗，僅須持續追蹤。 如需治療，一般而言从囊肿抽出液体即可缓解症状。 針吸抽檢抽吸後囊肿仍常复发，而欲彻底治疗可能需要手术 。 
乳头囊肿（通常为导管感染）可通过热敷促進排出脓液，并保持清洁。如果狀況持續惡化，出現發炎情形或其他的症状，请求醫。 
大多數的治疗方法是抽出液体並等待囊肿消退。如果抽吸完畢，囊肿內液體正常，日後只需定期追蹤。有时会使用口服避孕药進行激素疗法 ，以减少复发并调节患者的月经周期。也可使用达那唑治疗，但通常在非药物治疗失败且症状嚴重的病人才考虑使用。 
少数异常情况下才需要手术切除乳房囊肿。如果導致不適的乳房囊腫一再頻繁復發，或抽吸出來的液體異常（如血樣或其他異常現象），可考慮手術切除並送病理檢驗。 

## 流行病学
据估计西方世界有7％的女性患有明显的乳腺囊肿。 

## 囊肿和胸罩支撑
有些女性會感到乳房疼痛 ，尤其是在进行剧烈運動时。 设计合适的运动胸罩可压缩或包裹乳房组织，以减轻运动引起的疼痛。   